# Alois Schnorbus
Alois Georg Schnorbus (* 12. Januar 1952 in Winterberg) ist ein ehemaliger deutscher Bobpilot.
Schnorbus fuhr sowohl den Vierer- als auch den Zweierbob und startete für den BSC Winterberg. Er ist einer der erfolgreichsten Bobpiloten in der Geschichte des Vereins. Einer seiner größten Erfolge war die Qualifikation für die Olympischen Winterspiele in Lake Placid (USA) im Jahr 1980, wo er im Viererbob zusammen mit seinen Anschiebern Lothar Pongratz, Jürgen Hofmann und Martin Meinberg den zehnten Platz belegte. Er war der erste Olympiateilnehmer im Bobfahren aus Nordrhein-Westfalen. Den größten nationalen Erfolg feierte der Winterberger mit dem Gewinn der Deutschen Viererbob-Meisterschaft im Jahr 1982. Er sicherte sich dreimal den Junioren-Europameistertitel: 1977 im Viererbob auf der Kunsteisbahn Königssee und 1978 sowohl im Zweier- als auch im Viererbob auf seiner Heimbahn in Winterberg. Zudem fuhr er dreimal im Weltcup auf den dritten Platz (1980 im Zweier- und im Viererbob und 1981 im Zweierbob, jeweils in Winterberg). 1977 wurde er Zweiter im internationalen Eröffnungsrennen der Winterberger Bob- und Rodelbahn.
Nach seiner aktiven Laufbahn wurde Alois Schnorbus zunächst Bahntrainer in Winterberg und war von 2001 bis 2013 Erster Vorsitzender des BSC Winterberg. Von 2001 bis 2024 amtierte er als Vizepräsident des Nordrhein-Westfälischen Bob- und Schlittensportverbandes.
Er ist verheiratet und lebt heute in Silbach.

## Erfolge
Olympische Winterspiele
- Lake Placid 1980: 10. Platz Viererbob

Europameisterschaften
- St. Moritz 1980: 6. Platz Viererbob
- Innsbruck-Igls 1981: 11. Platz Zweierbob, 12. Platz Viererbob

Deutsche Meisterschaften
- 1978: 2. Platz Viererbob
- 1980: 2. Platz Zweierbob
- 1981: 3. Platz Zweierbob
- 1982: 1. Platz Viererbob

Junioren-Europameisterschaften
- 1977: 1. Platz Viererbob
- 1978: 1. Platz Zweierbob, 1. Platz Viererbob[3]

## Ehrungen
- 2019: Sportplakette des Landes Nordrhein-Westfalen[4]